# Dolina Spadowego Potoku

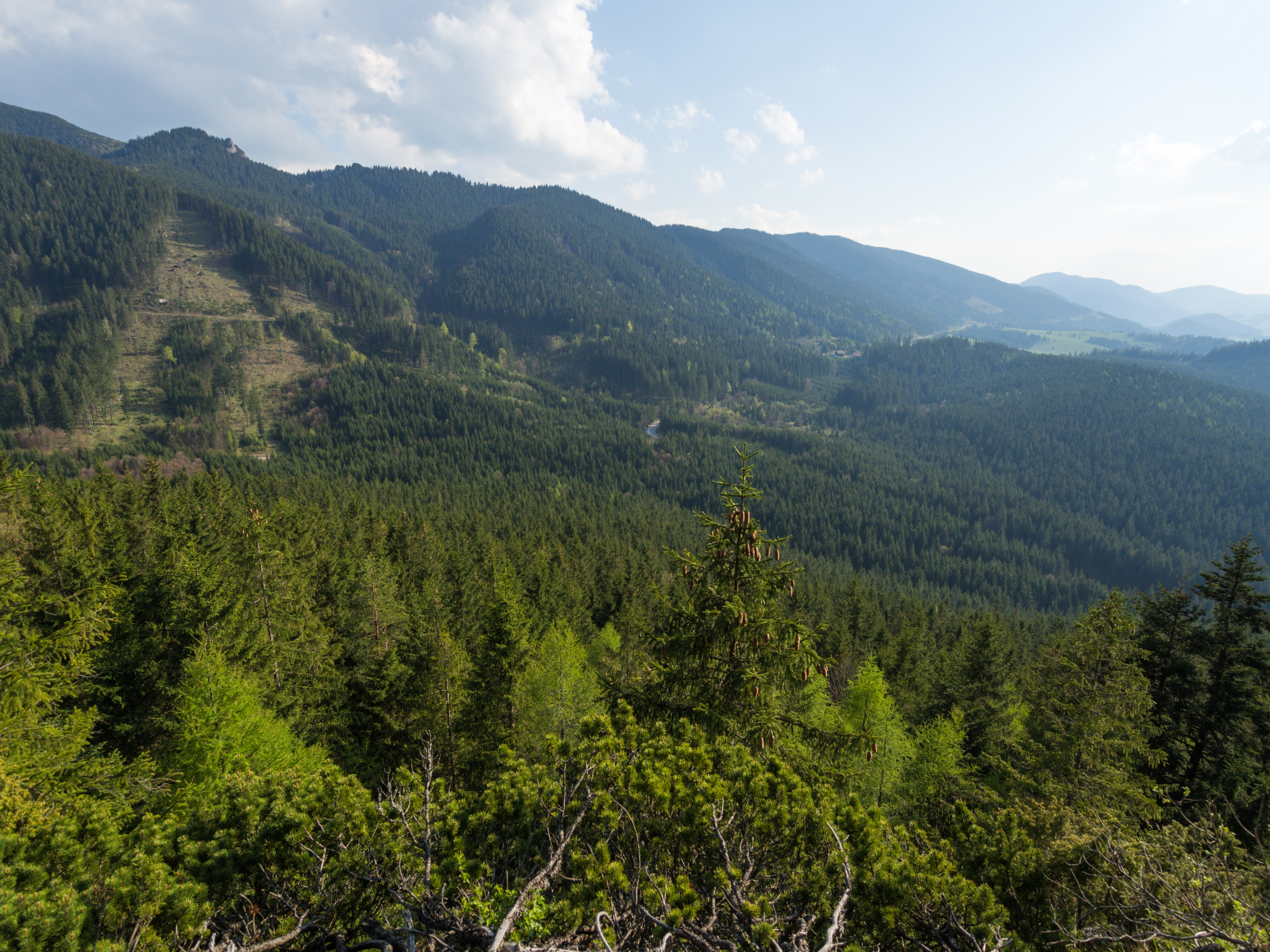
Biała Skała, Mała Biała Skała i Jaworzyńska Kopa nad Doliną Spadowego Potoku

Dolina Spadowego Potoku lub Spadowy Jar – prawe odgałęzienie Doliny Borowej Wody w słowackich Tatrach Zachodnich. Główny ciąg Doliny Borowej Wody znajduje się w Rowie Podtatrzańskim, Dolina Spadowego Potoku należy jednak już do Tatr. Opada spod przełęczy Białe Wrótka w północno-zachodnim kierunku. Po zachodniej stronie Palenicy łączy się z drugą, wschodnią odnogą Doliny Borowej Wody. Zachodnie zbocza Doliny Spadowego Potoku tworzy północny grzbiet Jaworzyńskiej Kopy i wzniesienie Klin, południowe odcinek grani głównej Tatr Zachodnich od Jaworzyńskiej Kopy po Białą Skałę, wschodnie odchodzący od Białej Skały grzbiet Upłazików oraz Palenica. Od znajdującej się w głównej grani Małej Białej Skały odchodzi na północ grzęda dzieląca najwyższą część Doliny Spadowego Potoku na dwie części. Dnem doliny spływa Spadowy Potok.
Dolina Spadowego Potoku jest całkowicie zalesiona. Jej górną częścią biegnie szlak turystyczny.

## Szlaki turystyczne
– czerwony: Wyżnia Huciańska Przełęcz – Biała Skała – Siwy Wierch. Czas przejścia: 3 h, ↓ 2 h